# Plans de modernisation des universités françaises
Pour un article plus général, voir Histoire des universités françaises.
Dans les années 1990 et 2000, les gouvernements français ont lancé des plans de modernisation des universités françaises. 
Les investissements de l'État avaient déjà été importants, notamment pour le développement de nouveaux centres universitaires avant et plus encore après mai 1968. Cependant, ces deux derniers plans de modernisation ont été plus médiatisés.[réf. nécessaire]

## Université 2000
Ce plan fut arrêté en conseil des ministres le 23 mai 1990. Avec un financement initial de 32 milliards de francs sur cinq ans (1991-1995), il devait augmenter le nombre de locaux, alors que le nombre d’étudiants était en augmentation. En 1994, les opérations furent payées via les CPER. Le financement final fut de 40 milliards de francs (Plan U2000 : 16,6 ; U2000 reporté dans CPER : 15,7 ; opération nouvelle dans CPER : 8).
Ce schéma a permis de construire 3,5 millions de mètres carrés de locaux neufs destinés à l’enseignement supérieur et la recherche, avec notamment :
- huit universités nouvelles,
- 196 départements d’IUT et 24 IUT de plein exercice,
- 7 pôles européens (devenus des PRES).

## Université du3emillénaire
Le plan U3M, qui associe l’État et les collectivités territoriales, est un plan de grande ampleur, de l’ordre de 50 milliards de francs. Il s’inscrit dans une démarche d’ensemble, celle du schéma de services collectifs de l'enseignement supérieur et de la recherche. Comme le précédent, ce plan a largement été financé via les CPER 2000-2006 (42 milliards de francs).
Il ne s’agissait plus de construire de nouveaux locaux mais de réhabiliter l’existant. Un effort particulier a été fait pour la vie étudiante, 25 % du financement est allé aux bibliothèques, restaurants et résidences universitaires.

## Plan campus
Cette opération se distingue des deux autres par au moins deux points :
- elle concerne un nombre limité de campus ;
- elle est réalisée avec des partenariats public-privé[3].

## Grand emprunt
Sur les 35 milliards d’euros du grand emprunt, 22 sont destinés à l’enseignement supérieur et à la recherche. En particulier :
- les initiatives d'excellence reçoivent 7,7 milliards
- le Plan campus reçoit 1,3 milliard supplémentaire,
- les équipements d’excellence reçoivent 1 milliard,
- les laboratoires d’excellence, 1 milliard.

Chacun de ces programmes est organisé par un appel d'offres auquel les établissements doivent répondre. Le projet Paris-Saclay obtient quant à lui un financement d'un milliard d’euros.

## Sources
1. ↑  Sénat 2003, II. B. 5. a) Le bilan quantitatif du schéma Université 2000
2. ↑  Sénat 2003, II. B. 5. b) Le financement du plan U3M et des contrats de plan
3. ↑  Cour des Comptes 2009